# Matthew Olosunde
Matthew Olawale Olosunde (* 7. März 1998 in Philadelphia, Pennsylvania) ist ein US-amerikanischer Fußballspieler auf der Position eines Abwehrspielers. Seit Sommer 2021 steht er bei Preston North End mit Spielbetrieb in der EFL Championship, der zweithöchsten englischen Fußballliga, unter Vertrag.

## Vereinskarriere

### Karrierebeginn in der Heimat
Matthew Olosunde wurde am 7. März 1998 als Sohn von Peter und Winnie Olosunde in Philadelphia im US-Bundesstaat Pennsylvania geboren und wuchs im rund eine Autostunde entfernten Trenton, der Hauptstadt des Bundesstaates New Jersey, auf. Hier begann er auch seine Karriere als Fußballspieler und gehörte als solcher von 2005 bis 2012 dem Nachwuchsausbildungsverein Princeton Football Club aus der Nachbarstadt Princeton an. Dort kam er vor allem unter dem ehemaligen bulgarischen Profispieler Stojan Pumpalow zum Einsatz. In seiner Kindheit bzw. Jugend war er auch ein Nutznießer der gemeinnützigen Organisation Mooch Soccer, die dem früh verstorbenen Fußballspieler und -trainer Glenn „Mooch“ Myernick gewidmet ist. Während er bei Princeton im Frühling und Herbst spielte, trat er bei Mooch Soccer im Sommer und im Winter in Erscheinung.
In der Universitätsstadt durchlief er sämtliche Jugendspielklassen und agierte noch als Stürmer, ehe er im Jahre 2012 an der Akademie des Major-League-Soccer-Franchises New York Red Bulls aufgenommen wurde. Bei der New York Red Bulls Academy wurde Olosunde zumeist am rechten Flügel eingesetzt und repräsentierte die U-16- und U-18-Mannschaften des Franchises. Des Weiteren debütierte er am 16. August 2014 für das zum damaligen Zeitpunkt in der damals noch drittklassigen United Soccer League (USL) agierende Akademieteam, als er bei einem 1:0-Sieg über die Wilmington Hammerheads in der 71. Spielminute für Kyle Zajec auf den Rasen kam. Nachdem er bereits dem Fußballprogramm der Sportabteilung der Duke University seine mündliche Zusage gegeben hatte, verließ er die New York Red Bulls nach seiner Teilnahme an der U-17-Fußball-Weltmeisterschaft 2015, um sich seiner schulischen Ausbildung zu widmen.

### Wechsel zu Manchester United
Im Januar 2016 wurde daraufhin der Wechsel Olosundes in den Nachwuchs des Premier-League-Klubs Manchester United bekanntgegeben. Des Weiteren wurde berichtet, dass ihm die Engländer Online-Kurse an der University of Oxford in Aussicht gestellt hatten, um ihn zum Wechsel nach England zu bewegen. Nach der internationalen Freigabe erfolgte am 11. März 2016 der offizielle Wechsel nach Manchester, wo er anfangs in der U-18-Mannschaft des Vereins zum Einsatz kam. Kurz darauf schaffte er auch den Sprung in den U-21-Kader, bei dem er jedoch nur auf der Ersatzbank saß und nicht eingesetzt wurde. In der nachfolgenden Spielzeit 2016/17 schaffte er es bereits in die Reservemannschaft und trat für diese in 18 Meisterschaftsspielen der Premier League 2, zuvor als U21 Premier League bekannt, in Erscheinung. Die Jugend von Manchester United, die in den letzten vier Spielzeiten drei Mal als Meister hervorgegangen war, beendete die Saison auf dem sechsten Tabellenplatz der Division 1.
Neben diesen Einsätzen reiste er bereits bei mehreren Spielen der Profimannschaft mit und gehörte zum erweiterten Kader. Im April 2017 wurde er für den Goal-of-the-Month-Award des Klubs nominiert, nachdem er beim Dallas Cup, einem Freundschaftsturnier, im Spiel gegen Real Salt Lake im Alleingang zum Torerfolg kam. Auch 2017/18 gehörte der nigerianischstämmige Olosunde vorwiegend der Reservemannschaft an, wurde aber des Öfteren in den Profikader geholt. Als Letztplatzierter der Division 1 stieg das Reserveteam am Saisonende in die Division 2 ab. Den Durchbruch in der Profimannschaft schaffte er auch in dieser Spielzeit nicht. Auch in der darauffolgenden Spielzeit 2018/19 blieben Einsätze Olosundes selbst im Reserveteam weitgehend aus. Erst in der 16. Runde saß er zum ersten Mal uneingesetzt auf der Ersatzbank und wurde erst in Runde 17 von seinem Trainer Ricky Sbragia eingesetzt. Bis zum Saisonende, als es die Mannschaft auf den sechsten Platz in der Division 2 brachte, wurde er daraufhin auch noch in vier der restlichen fünf Meisterschaftspartien der Reserve von Manchester United eingesetzt. Ein Durchbruch ins Profiteam blieb dem Rechtsverteidiger jedoch auch in dieser Saison verwehrt, was schlussendlich im Juni 2019 in einer Entlassung Olosundes endete.

### Wechsel zu Rotherham United in die EFL League One
Nur einen Monat später wurde der Wechsel Olosundes zum EFL-Championship-Absteiger Rotherham United, bei denen er einen Zweijahresvertrag unterzeichnete, bekanntgegeben. Dort wurde er vom langjährigen Rotherham-Spieler und jetzigen -Trainer Paul Warne von Beginn der Saison 2019/20 an als Stammspieler auf der rechten Verteidigerposition eingesetzt, kam aber vereinzelt auch im rechten Mittelfeld zum Einsatz. Sein Ligadebüt gab er am 3. August 2019 im Erstrundenspiel gegen den AFC Wimbledon, als er über die volle Spieldauer auf dem Spielfeld war. Bis dato (Stand: 8. Januar 2020) kam Olosunde in 23 der 24 bisherigen Ligaspiele zum Einsatz und machte dabei bislang drei Torvorlagen. Des Weiteren wurde er in zwei Spielen seiner Mannschaft in der EFL Trophy 2019/20 eingesetzt und brachte es auf ebenso viele Einsätze im EFL Cup 2019/20, in dem Rotherham United in der zweiten Runde dem Zweitligisten Sheffield Wednesday mit 0:1 unterlegen war und somit aus dem Wettbewerb ausschied. Im FA Cup 2019/20 brachte es Rotherham United bis in die dritte Runde und schied in dieser am 4. Januar 2020 mit 2:3 gegen den Zweitligisten Hull City aus. Olosunde war in allen drei Partien im Einsatz und steuerte bei der 2:3-Niederlage gegen Hull City einen Assist bei. Mit der Mannschaft rangiert er in der Liga aktuell (Stand: 8. Januar 2020) auf dem zweiten Platz hinter den Wycombe Wanderers und wird seit Jahresende 2019 versuchsweise von Paul Warne als Linksverteidiger bzw. im linken Mittelfeld eingesetzt.

### Wechsel zu Preston North End in die EFL Championship
Ende Juni 2021 wechselte Olosunde eine Spielklasse höher zu Preston North End und unterzeichnete dort einen Zweijahresvertrag.

## Nationalmannschaftskarriere
Im Jahre 2012 sammelte Olosunde erste Erfahrungen in der US-amerikanischen U-15-Nationalmannschaft, der er auch im darauffolgenden Jahr noch angehörte. 2013 brachte er es auch zu ersten Einsätzen in der U-17-Nationalmannschaft der Vereinigten Staaten, die sich in diesem Jahr allerdings noch in Grenzen hielten. Spätestens ab dem Jahr 2014 avancierte er zu deren Stammspieler und startete in 16 von 19 Einsätzen in diesem Jahr von Beginn an. Zudem steuerte er in diesem Jahr zwei Torvorlagen bei. Zu acht weiteren Einsätzen brachte es Olosunde im nachfolgenden Jahr 2015, in dem er unter anderem an der U-17-Fußball-Weltmeisterschaft 2015 in Chile teilnahm. Mit den US-Amerikanern unterlag er bereits in der Gruppenphase als Letzter der Gruppe A. Am 2. Januar 2016 wurde Olosundes Einberufung in die US-amerikanische U-20-Auswahl bekannt. Bis zum März 2016 setzte ihn U-20-Trainer Tab Ramos in drei Länderspielen ein; danach fand er keine weitere Berücksichtigung mehr. Im Mai 2018 erfolgte die erste Einberufung in die A-Nationalmannschaft seines Heimatlandes, für die er am 28. Mai 2018 beim 3:0-Sieg im freundschaftlichen Länderspiel gegen Bolivien debütierte, als er in der 74. Spielminute für Kapitän Eric Lichaj auf den Rasen kam. Unter Nationaltrainer Dave Sarachan kamen an diesem Abend sechs Spieler zu ihrem A-Team-Debüt. Nachdem es in den darauffolgenden Monaten wieder zunehmend ruhig um Olosunde geworden war, wurde dieser im März 2019 von Jason Kreis für zwei Länderspiele in die US-amerikanischen U-23-Nationalmannschaft geholt. Bei den beiden in San Pedro del Pinatar in Spanien stattfindenden Partien gegen Ägypten und die Niederlande absolvierte er gegen die Ägypter die erste Halbzeit und saß in der zweiten Begegnung uneingesetzt auf der Ersatzbank.